# O Jogo
O Jogo (Matchen på svenska) är en portugisisk daglig sporttidning och nättidning, grundad 1986, som utkommer i Porto, Portugals andra stad.